# Alvin Ailey
Alvin Ailey, född 5 januari 1931 i Rogers i Bell County, Texas, död 1 december 1989 på Manhattan i New York, var en amerikansk dansare och koreograf. 1958 grundade han Alvin Ailey American Dance Theater i New York.

## Biografi
Under Alvin Aileys uppväxt var rasismen ett stort problem i USA. Svarta behandlades som slavar där och hade inte samma rättigheter som de vita, till exempel så fick de inte vara på samma caféer, utan de var separerade från varandra. 
Eftersom mörkhyade var slavar åt de vita så plockade Alvin bomull tillsammans med sin mamma i The Brazos Valley in Texas. 
Han levde endast med sin mamma med så lite pengar att de ibland inte hade tillräckligt mycket till mat. Att jämt bli behandlad som om man är sämre än andra på grund av sin hudfärg resulterade i att han alltid kände sig underlägsen. 
Han sade: "One of the aspects of my personality is that I always want more" och det visar att han ständigt inte kände sig helt nöjd och det kan man se i hans dans för han vill alltid utveckla mer.
Alvin Ailey flyttade till Los Angeles och fick nya vänner och arbetskollegor, han började dansa hos Lester Hortons moderna danskompani eftersom alla var välkomna dit oavsett hudfärg. 
Det var då han fann sig själv och började en resa inom dansen med det abstrakta till narrativa och tillbaka igen. 
Men Ailey kände att allt han gjorde inte räckte till, rasismen tog ner många ungdomars självförtroende och en känsla att aldrig lyckas växte inom dem.
Trots sin prestationsångest var han en framgångsrik koreograf och dansare och 1958 skapade han ett danscenter som fick namnet Alvin Ailey American Dance Theatre (AAADT).
Det var främst svarta dansare som dansade för AAADT, för att de även skulle få chansen att dansa av högkvalité. Kompaniet gjorde 150 baletter och den mest kända var Revelations som gjordes år 1960. Den influeras av de svartas musik- och danskultur eftersom han växte upp inom den kulturen.
Alvin Ailey American Dance Theatre blev till slut ett sådant stort kompani att de flyttades till Clark Center där dansarna fortsatte lära och uppträda . 
Clark Center är platsen där professionell konst tar plats och det var då ett stort steg för AAADT att få vara där.
Alvin Ailey är själv upplärd av Lester Horton, Martha Graham och Hanya Holm och därför kan lite av deras stilar vara med i hans stil. 
Alvin Ailey och hans kompani är en viktig del av dansens historia eftersom han utvecklade den moderna dansen och fick den att spridas internationellt med hjälp av hans kompani.

## Teater

### Roller
| År   | Roll            | Produktion                                     | Regi         | Teater                       |
| ---- | --------------- | ---------------------------------------------- | ------------ | ---------------------------- |
| 1962 | Clarence Morris | Tiger, Tiger Burning Bright Peter S. Feibleman | Joshua Logan | Booth Theatre, New York, USA |